# Basilio Amati
Pour les articles homonymes, voir Amati.
Basilio Amati (Savignano sul Rubicone, 13 janvier 1780 - Savignano sul Rubicone, 28 août 1830) est un écrivain italien.

## Biographie
Après ses premières années d'études, il s'installe à Rome avec son frère Giralomo où il devient chirurgien. En déplacement en France et se consacre aux études pour devenir notaire. Avant sa mort, il a contribué à la compilation du Dizionario della lingua italiana, imprimé à Bologne de 1818 à 1826 et a écrit un certain nombre d'œuvres connues de ce temps.

## Œuvres
- L'isola del Congresso Triumvirale la Selva Litana e il fiume Rubicone ricerche di Basilio Amati, Pesaro, Typographie Nobili, 1828.
- Delle origini romagnuole. Opera postuma di Basilio Amati, savignanese, Forlì, Typographie Casali, 1831.

## Source
- (it) Cet article est partiellement ou en totalité issu de l’article de Wikipédia en italien intitulé « Basilio Amati » (voir la liste des auteurs).
- Notices d'autorité :   - VIAF
  - ISNI
  - GND
  - Italie
  - Vatican